# Доннелли, Лора
Ло́ра Фрэ́нсис До́ннелли (англ. Laura Frances Donnelly, род. 20 августа 1982, Белфаст) — североирландская актриса.

## Биография

### Ранняя жизнь и образование
Доннелли посещала гимназию «Рэтмор» в Белфасте, где прошло её детство. Затем она переехала в Глазго для обучения в Королевской консерватории Шотландии. После окончания консерватории в 2004 году у неё было несколько ролей в театрах Ирландии и Шотландии. Позже она переехала в Лондон, где началась её карьера на телевидении.

### Карьера

#### Кино
Доннелли исполнила главную роль в фильме «Ненасытная» (2008), а также появилась в фильме «Страх» (2009) в роли Эбби. В биографическом фильме «Бест: Сын своей матери» о Джордже Бесте, в котором исполнила роль Барбары, сестры Беста.

#### Телевидение
На телевидении Доннелли дебютировала в 2005 году в телесериале Channel 4 «Сладкие чувства», в котором сыграла любовный интерес главной героини в двух эпизодах. Она также появилась во второстепенных ролях в таких телесериалах, как «Катастрофа», «Ведьма» и «Пропавший». В 2014 году она получила роль Джанет (Дженни) Фрейзер Марри в телесериале Starz «Чужестранка».

#### Театр
В октябре и ноябре 2012 года она играла в новой пьесе Джеза Баттеруорта «Река» в театре «Ройал-Корт»; в постановке также были задействованы Доминик Уэст и Миранда Рэйсон. С октября 2014 года по февраль 2015 года Доннелли повторила свою роль в этой пьесе в бродвейской постановке пьесы, в которой также играл Хью Джекман.

### Личная жизнь
Донелли встречалась с бэк-вокалистом североирландской группы Snow Patrol Нэйтаном Коннолли.
Начиная с 2016 года Лора встречается с продюсером Джезом Баттеруортом; в декабре 2016 у пары родилась дочка Роа.

## Фильмография
| Год       |     | Русское название          | Оригинальное название  | Роль                          |
| --------- | --- | ------------------------- | ---------------------- | ----------------------------- |
| 2005      | с   | Сладкие чувства           | Sugar Rush             | Бэт                           |
| 2005      | с   | Катастрофа                | Casualty               | Флер Батлер                   |
| 2005      | с   | Ведьма                    | Hex                    | Майя Робертсон                |
| 2006      | с   | Чисто английское убийство | The Bill               | Джоди Макмиллан               |
| 2007      | с   | Неогранённый алмаз        | Rough Diamond          | Ифэ                           |
| 2007      | тф  |                           | Be More Ethnic         | Лианна О’Дуайр                |
| 2008      | ф   | Ненасытная                | Insatiable             | Рэйчел                        |
| 2009      | ф   |                           | Right Hand Drive       | Эшли                          |
| 2009      | тф  | Бест: Сын своей матери    | Best: His Mother's Son | Барбара Бест                  |
| 2009      | мтф | Оккупация                 | Occupation             | Кэти Хиббс                    |
| 2009      | ф   | Страх                     | Dread                  | Эбби                          |
| 2010      | с   | Лаборатория комедии       | Comedy Lab             | разные персонажи              |
| 2009—2010 | с   | Мерлин                    | Merlin                 | Фрейя                         |
| 2012      | с   | Пропавший                 | Missing                | Вайолет Хит                   |
| 2013      | с   | Крах                      | The Fall               | Сара Кей                      |
| 2014      | ф   |                           | Heart of Lightness     | Эллида                        |
| 2014—2022 | с   | Чужестранка               | Outlander              | Джанет (Дженни) Фрейзер Марри |
| 2016      | с   | Беовульф                  | Beowulf                | Эльвина                       |
| 2018      | с   | Британия                  | Britannia              | Хелла                         |
| 2021—2023 | с   | Невероятные               | The Nevers             | Амалия Тру                    |
| 2022      | ф   | Ночной оборотень          | Werewolf by Night      | Эльза Бладстоун               |